# Dan Šustr
Dan Šustr (* 3. května 1965 Kladno) je český Hudební skladatel, textař, producent a multiinstrumentalista a kreativní lídr skupiny Tichá dohoda. Příležitostně je i překladatelem.

## Život
Vystudoval Filozofickou fakultu Univerzity Karlovy v Praze, půl roku absolvoval na Humboldtově univerzitě v Berlíně. Pobyt v tomto městě měl zásadní vliv na jeho vztah k této postindustriální metropoli.[zdroj⁠?!]
Jeho profesemi jsou manažer, skladatel, textař a producent kytarové Indie rockové skupiny Tichá dohoda. Cesta k ní vedla přes skupiny Stress Oswalda Shneidera, První liga, Dr. Max a Marlene. Tichou dohodu založil v roce 1986 s bubeníkem punkové a novovlnné skupiny Letadlo, které zakázal socialistický systém činnost,[zdroj⁠?!] Jiřím Šimečkem (později Toyen) a basistou Zdeňkem Mackem (ten si později změnil jméno na Zdeněk Marek).
Umělecky a emocionálně inspirativní studijní pobyt v Berlíně v roce 1987 však způsobil vakuum a rozpad první sestavy Tiché dohody[zdroj⁠?!] v níž Dan Šustr působil jako frontman - zpěvák a textař. Skupina po sobě zanechala novoromantické kytarové demo Zlatý Grál, silně ovlivněné tehdejší britskou scénou - U2, Cure a Simple Minds. Zlatý Grál obsahuje mj. skladby „Přátelé“ a „Milion tajemství“, které vyšly v roce 1990 na debutovém CD Chci přežít.
K další činnosti skupiny došlo znovu v roce 1989.
Je autorem nebo většinovým spoluautorem a hudebním producentem/aranžérem veškerého materiálu skupiny včetně hitů „Cizí pohled“, „Má duše se vznáší“, „Kotva & Kříž“, „Marioneta“, „Tulák po hvězdách“, „Droga v kůži“, „Kde spí andělé“, „Saint Tropez“ či „Večírek osamělých srdcí“.
S Tichou dohodou byl pionýrem v nových technologiích.[zdroj⁠?!] Debutové album vyšlo již v roce 1990 na nosiči CD. V roce 1993 natočili pro Českou televizi a na CD vydali první český unplugged koncert[zdroj⁠?!] UnplugGag 1993 a s režisérem a videoartistou Ivanem Tatíčkem vydali v roce 1995 první původní český CD ROM Fucktography (1995).
Od roku 2006 vytvořil s mužskými spoluhráči z Tiché dohody vedlejší projekt skupinu 2Wings, s hudebníky z Tiché dohody - basistou Michalem „Sherry“ Šerákem a bubeníkem Václavem „Wendy“ Švábem. S kapelou níž vydal tři alba Overseas Pilots (2007), jeho akustickou verzi 3bees sessions (2008) a Songs from another Pocket (2010). 2Wings se přihlásily k odkazu písničkového rocku 70. let a nesou se na vlně označované jako „retrorock“.[zdroj⁠?!]
V květnu 2019 vydává svoji debutovou sólovou desku Old Shootterhand.

### Kariéra mimo hudební oblast
Dan Šustr se od roku 1999 stal specialistou reklamy a marketingu. Prošel několika reklamními agenturami (TBWA, Saatchi & Saatchi) nejprve na pozici kreativce a posléze account manažera. Pracoval jako specialista marketingu v Komerční bance a na České poště.[zdroj⁠?!]
V letech 2013–2015 pracoval v marketingu ČT jako dramaturg upoutávek.[zdroj⁠?!]

### Překlady a knihy
Dan Šustr je rovněž příležitostným překladatelem z německého a anglického jazyka. Překládal mj. populární texty pro některé licenční hudební časopisy, návody počítačových her, katalog k výstavě "Crossings" pro Rudolfinum či životopis novozélandského motocyklového rekordmana Burta Munroa "V zajetí rychlosti" (Netopejr 2011).
V roce 2021 vydal nekorektní "kuchařku" Majn Kochbuch - Chleba, špek, zelí a chlast čili Hipíkovu nekorektní kuchařku s předmluvou Svět podle Old Shootterhanda a Základy Agroanarchie.

## Diskografie

### Dr. Max
- Vaše tělo uletělo (Panton 1984)

### Tichá Dohoda
- Zlatý Grál (demo kazeta 1987)
- Chci přežít (Arta 1990, reedice Monitor/EMI 1995)
- Má duše se vznáší, EP (Bonton 1991)
- Underpop (Bonton 1992)
- UnplugGag (Monitor 1993)
- Tulák po hvězdách, EP (Monitor/EMI 1994)
- Droga v kůži, SP (Monitor/EMI 1994)
- untitled (Monitor/EMI 1994)
- Kde spí andělé/Heroin, EP (Monitor/EMI 1995)
- La Décadance (Monitor/EMI 1995)
- CD-ROM Fucktography (Studio DADA 1995)
- Live in Lucerna Music Bar (Illegal records 1997)
- Válcovna vkusu s.r.o (Sony Music 1998)
- Největší hity (Sony Music 1999)
- Tichá dohoda 25 let - Největší hity live! (Pop Dissident Records 2012)
- KLADNO - MANCHESTER (CD and LP - Pop Dissident Records 2015)
- ACHTUNG 30! (CD/EP - Pop Dissident Records 2016)
- HLASITÁ REVOLUCE (CD - Pop Dissident Records 2017)

### Featuring Phil Shoenfelt
- Tichá dohoda with Phil Shoenfelt Live in Prague (Bonton 1995)

### Blanka and the Shroom Party
- Psychoerotic Cabaret (Illegal Records 1997)

Koncertní CD Live in Lucerna Music Bar si skupina vydala sama, pro odmítnutí ze strany velkých vydavatelství. Tichá dohoda si rovněž samostatně vydala experimentální elektronické album Blanka and the Shroom Party (1997).

### 2Wings
- Overseas Pilots (Pop Dissident Records 2007)
- 3bees Sessions (Pop Dissident Records 2008)
- Songs from another Pocket (Pop Dissident Records 2010)
- LIVE Blues Alive! (Pop Dissident Records 2010)

### The Soulmates Tribute Project
- The Soulmates Tribute Project - vol. 1 (10´´ vinyl EP - Pop Dissident Records 2014)
- The Soulmates Tribute Project - vol. 2. Kladno - Manchester (CD a LP - Pop Dissident Records 2015) vydáno pod hlavičkou Tichá Dohoda a Zuzana Vintrová

### Sólová alba
- Old Shootterhand (CD, LP Pop Dissident Records 2019)

## Překlady a knihy
- V zajetí rychlosti - životopis Burta Munroa (Netopejr 2011)
- Majn Kochbuch - Chleba, špek, zelí a chlast čili Hipíkova nekorektní kuchařka s předmluvou Svět podle Old Shootterhanda a Základy Agroanarchie (2021)